# 声景
声景是指人类感知的声音环境。该术语最初由加拿大作曲家默里·谢弗在1960年代末提出，并被迈克尔·索斯沃斯（Michael Southworth）大力推广, 主要应用于城市规划、建筑设计、音乐作曲等领域。
根据声音来源的不同，声景分为生物声音、物理环境声音和人造声音。